# Bataille de Guilin-Liuzhou
Guerre sino-japonaise (1937-1945)
Batailles
Seconde Guerre mondiale : batailles de la Guerre sino-japonaise
- Incident du pont Marco-Polo
- Shanghai
- Taiyuan
- Xinkou
- Pingxingguan
- Taierzhuang
- Xuzhou
- Nankin
  - bataille
  - massacre
- lac Khassan
- Wuhan
- Nanchang
- Khalkhin Gol
- Suixian-Zaoyang
- Changsha (1re)
- Guangxi
- Henan
- Zaoyang-Yichang
- Cent Régiments
- Shanggao
- Sud-Shanxi
- Changsha (2e)
- Pacification du Mandchoukouo
- Changsha (3e)
- Hubei
- Changde
- Ichi-Go
- Changsha (4e)
- Guilin-Liuzhou
- Reconquête chinoise

Guerre du Pacifique
Front d'Europe de l'ouest
Front d'Europe de l'est
Campagnes d'Afrique, du Moyen-Orient et de Méditerranée
Bataille de l'Atlantique
Théâtre américain
La bataille de Guilin-Liuzhou est une bataille de la guerre sino-japonaise opposant du 16 août au 24 novembre 1944 l'Armée impériale japonaise et l'Armée nationale révolutionnaire chinoise.
Elle est la troisième étape de l'opération Ichi-Go, une offensive militaire japonaise massive qui vise les villes de Henan, Hunan et Guangxi. Après s'être emparé de ces villes, l'état-major japonais déclenche une nouvelle attaque contre les villes de Guilin et Liuzhou.
L'armée impériale parvient à s'emparer des villes et renforce son appuie dans la région du Guangxi.

## Histoire
En aout 1944, l'armée japonaise mène d'importants combats dans les régions du Hunan et du Guangdong. Afin de neutraliser des bases militaires qui abritent des bombardiers américains aidant l'armée chinoise, l'état-major japonais décide de monter une offensive dans la région de Guilin et Liuzhou.
Après les offensives Hunan-Guangdong, les 11ème et 23ème armées japonaises se regroupent pour la nouvelle attaque. À ce moment, les troupes chinoises défendant la région sont les restes des troupes ayant participé aux batailles de Hengyang et Changsha. Quand les troupes japonaises entrent dans Guilin le 1er novembre, seulement 20 000 hommes usés défendent la position.
Tchang-Kai-Check et le gouvernement nationaliste chinois sont conscients que la défense de Guilin est impossible, que les troupes ne pourront pas résister à l'attaque japonaise. Cependant, la crise politique causée par les défaites de la campagne Ichi-go force l'état-major chinois à tenir la ville. Rapidement, du ravitaillement est envoyé aux défenseurs de la ville. Guilin est fortifiée avec des sacs de sable et des barbelés. Pour renforcer la position, des troupes du Guangxi du général Bai Chongxi sont envoyées dans la défense. L'armée américaine locale sous le commandement du général Joseph Stilwell met ses munitions à disposition des troupes de Bai.
Malgré ces renforts, l'armée japonaise s'empare de Guilin et Liuzhou en 10 jours. Des affrontements sporadiques continuent sporadiquement dans la déroute chinoise. Au 24 novembre, l'armée japonaise contrôle 75 localités et 2/3 de la région.
Les sources japonaises de l'époque estiment que l'armée impériale a tué 215 000 civils dans des représailles et des tirs croisés. Ces mêmes sources donnent le chiffre de 431 000 blessés.

## Analyse
La déroute causée par la défaite fragilise grandement le moral et les positions de l'armée nationale chinoise, inscrivant la bataille parmi les revers les plus difficiles de la guerre. Les pertes humaines, stratégiques et matérielles fragilisent le front sud.
Néanmoins, malgré la destruction des pistes de la région, l'aviation américaine peut continuer de bombarder les îles japonaises.
La prise de la ville consacre le succès de l'opération Ichi-Go, mais les troupes japonaises s'ancrent désormais sur des positions étendues et fragiles qui les rendent vulnérables aux actions de partisans et aux contre-attaques.